# Gais (Italie)
Pour les articles homonymes, voir Gais.
Gais (en allemand, Gais) est une commune italienne d'environ 3 300 habitants située dans la province autonome de Bolzano dans la région du Trentin-Haut-Adige dans le nord-est de l'Italie.

## Administration
| Période                                  | Période | Identité | Étiquette | Qualité |
| ---------------------------------------- | ------- | -------- | --------- | ------- |
|                                          |         |          |           |         |
| Les données manquantes sont à compléter. |         |          |           |         |

### Hameaux
Lana di Gais, Riomolino, Montassilone, Villa Ottone

### Communes limitrophes
Les communes limitrophes sont  Brunico, Campo Tures, Falzes, Perca et Selva dei Molini.